# Louis Frédéric
 (novembre 2020).
Si vous disposez d'ouvrages ou d'articles de référence ou si vous connaissez des sites web de qualité traitant du thème abordé ici, merci de compléter l'article en donnant les références utiles à sa vérifiabilité et en les liant à la section « Notes et références ».
Pour les articles homonymes, voir Frédéric.
Louis Frédéric, de son vrai nom Louis-Frédéric Nussbaum, né à Paris, le 17 décembre 1923, et mort le 24 novembre 1996, à Quincy-sous-Sénart, est un spécialiste français du Japon, de l'Asie du Sud-Est et un indianiste reconnu.

## Biographie
Né à Paris en 1923, Louis Frédéric commence une carrière d’illustrateur pour le dessin animé travaillant dans les studios Dubout. Il part ensuite pour l'Afrique du Nord, le Maroc notamment. Celui-ci lui inspire un premier livre. Par la suite, fasciné par l'Asie, il entame des études à la Sorbonne et à l’École pratique des hautes études.
Il effectue plusieurs séjours en Asie : en Inde, en Asie du Sud-Est et au Japon. Au cours de ses voyages, il réalise de nombreuses photographies dont certaines sont incorporées à ses ouvrages. Nommé à l'Unesco, il est chargé de recenser les monuments de pays d'Asie du Sud-Est : le Cambodge, le Laos et la Thaïlande. Il en tire un ouvrage sur les arts de l'Asie du Sud-Est et une connaissance de l'architecture et l'archéologie de ces pays.
Il choisit de se détacher des cercles universitaires pour se consacrer indépendamment à l’étude des civilisations de l’Asie. Parlant couramment plusieurs langues asiatiques, notamment le japonais, l’hindi et le sanskrit, il est l’auteur de plusieurs ouvrages de synthèse et spécialisés sur l’Inde, le Japon et l'Asie du Sud-Est. Il est l'auteur d'une encyclopédie en dix volumes : Encyclopædia of Asian Civilizations, publiée grâce à la Fondation Ford, ainsi que d'un dictionnaire de la civilisation indienne et un guide de l’iconographie bouddhique, renouant ainsi avec son sujet de thèse. Son rôle fut essentiel dans la diffusion de la connaissance de ces civilisations auprès d’une large audience.
Louis Frédéric meurt le 24 novembre 1996, à Quincy-sous-Sénart, en France.

## Écrits
- Dans les pas du Bouddha, introduction de Jean Filliozat, professeur au Collège de France, Édition Hachette, Paris, 1957, 128 p.
- L’Inde jour et nuit, Édition Julliard, Paris, 1957.
- La Danse sacrée de l’Inde, Éditions Arts et Métiers Graphiques, Paris, 1957, 136 p., rééd. 2010, 144 p.
- L’Inde, temples et sculptures, Éditions Arts et Métiers Graphiques, introduction de Jean Naudou, Paris, 1959, 470 p. (ASIN B0014UC850), trad. Thames and Hudson, Londres; Abrams, New York; Kohlhammer, Stuttgart.
- Yoga-asanas, Éditions J. Olivien, Paris, 1957, rééd. 1959 et 1961.
- Dieux et brâhmanes, Édition Livre de Paris, Paris, 1961.
- Le Règne des idoles, Édition Hachette, Paris, 1961, traduction Codex, Buenos Aires.
- Tout autour de toi, Prix Lica 1962, Édition Émile Paul, Paris, 1960.
- L’Inde au fil des jours, collection Connaissance de l’Asie, Société continentale d’éditions modernes illustrées, Paris, 1963, 337 p. rééd. 1970.
- Sud-Est asiatique, temples et sculptures, Éditions Arts et Métiers Graphiques, Paris, 1964, 434 p. trad. Abrams, New York; Burkhardt, Essen.
- Trésors de l’art des Indes, Édition Marabout, Verviers, 1965.
- Manuel pratique d’archéologie, Éditions Robert Laffont, Paris, 1967, 432 p., réédition 1978 et 1983, traduction Marabout, Bruxelles; Ugo Mursia, Milan; Almedina, Coimbra.
- La Vie quotidienne au Japon à l’époque des samouraï (1185-1603), Éditions Hachette, 1968, 258 p. traduction Famot, Genève; Allen & Unwin, Londres; Praeger, New York; Tuttle, Tôkyô; Gondolat, Budapest; Panstwovy, Varsovie; Rizzoli, Milan; Mondadori, Milan.
- Fêtes et traditions au pays du soleil levant, collection Connaissance de l’Asie, Éditions Société continentale d’éditions modernes illustrées, Paris, 1970, 364 p., rééd. Chiron, 1975.
- Tôkyô, Éditions Tallandier, Paris, 1969.
- Japon, art et civilisation, Éditions Arts et Métiers Graphiques, Paris, 1969 (traduction Thames and Hudson, Londres; Abrams, New York).
- Le Shintô, esprit et religion du Japon, Éditions Bordas, Paris, 1972, 159 p.
- L’Inde, phénomène spirituel, Édition Bordas, Paris, 1972.
- Le Japon en collaboration avec J. Pezeu-Masabuau, Encyclopoche, Larousse, Paris, 1977.
- In Quest of the Bible (Archeology and the Scriptures), Ferni, Genève, 1978; Montréal, Canada, 1978.
- Encyclopædia of Asian Civilizations (10 vol.), J.-M. Place, Paris 1977-1987.
- Le Tir à l’Arc, technique et matériel, Édition Robert Laffont, Paris, 1979, rééd. 1985.
- La Peinture indienne, Édition Famot, Genève, 1980.
- La Vie quotidienne dans la péninsule indochinoise à l'époque d'Angkor (800-1300), Édition Hachette, Paris, 1981.
- Dictionnaire de l’archéologie en collaboration avec Guy Rachet, Édition Robert Laffont, 1983.
- La Vie quotidienne au Japon au début de l’ère moderne (1868-1912), Éditions Hachette, 1984, 404 p. traduction Panstwovy Varsovie; Hollandia, Amsterdam.
- Le Tigre et la Rose (vie de Nûr Jahân), Édition Robert Laffont, Paris, 1984. trad. Nea Synora, Athènes.
- La Route de la Soie, en collaboration avec des auteurs chinois, Édition Arthaud, Paris, 1985.
- Kangxi, grand Khân de Chine, Édition Arthaud, Paris, 1985.
- Japon, l’empire éternel, Éditions du Félin, collection « Les Racines de la connaissance », Paris, 1985.
- Akbar, le Grand Moghol, Édition Denoël, Paris, 1986.
- Japon intime, Éditions du Félin, coll. « Les Racines de la connaissance », 1985, 396 p.
- Le Japon, hier et aujourd’hui, Belford, Paris, 1986; traduction Scala, Milan.
- Dictionnaire de la civilisation indienne, édition Robert Laffont, coll. « Bouquins », 1987, 1 276 p., 2018 éd. revue & augmentée avec Dave Dewnarain,  (ISBN 978-2221105412)
- Le Lotus, Édition le Félin,Paris, 1988.
- Dictionnaire des Arts martiaux, Édition Le Félin, Paris, 1988; réédition 1993 (traduction Athlon Pres, Londres; Sperling & Kupfer, Milan).
- Dictionnaire de la Corée, Préface de Christine Shimizu, Édition Le Félin, Paris, 1988.
- L’Inde de l’Islâm, Édition Arthaud, Paris, 1989, 304 p.
- Les Miniatures indiennes, Édition Crémille, Genève, 1989.
- Les Estampes japonaises, en collaboration avec Christine Shimizu, Édition Crémille, Genève, 1990.
- Les Noces indiennes de Râma et Sîtâ (Le Râmâyana), Édition le Rocher, Paris, 1990.
- A Dictionary of the Martial Art, Éditions Charles E. Tuttle Company inc., 1991, 288 p.
- Khajurâho, Édition Bordas, Paris, 1991; traduction Dumont, Cologne.
- Les Dieux du bouddhisme, Éditions Flammarion, Paris, 1992, collection « Tout l’Art » réédition 2006, 360 p., traduction New York, 1995).
- L’Art de l’Inde et de l’Asie du Sud-Est, édition Flammarion, Paris, coll. Tout l’art, Paris, 1994, 479 p.
- L’Inde mystique et légendaire, Édition Le Rocher, Paris, 1994.
- Borobudur, photos de Jean Louis Nou, Imprimerie nationale, Paris, 1994; traduction Jaca Books, Milan; Hirmer, Münich, 1995; Abrams, New York, 1996.
- Majestueuse Indonésie, photos De Wilde, Édition Atlas, Paris, 1994.
- L’Arc et la Flèche, Édition le Félin, Paris, 1995.
- Bouddha en son temps, Le Félin, Paris, 1995.
- Inde, vision de lumière, photos de Suzanne Held, Édition Hermé, Paris, 1995.
- Birmanie, vision du Myanmar, photos de Suzanne Held, Édition Hermé, Paris, 1996.
- Histoire de l’Inde et des Indiens, Critérion, coll. « Histoire et histoires », 1996, 816 p.
- Le Japon. Dictionnaire et civilisation, Éditions Robert Laffont, coll. « Bouquins », Paris, 1996, 1 419 p.